# Monisme en dualisme in internationaal recht
Monisme en dualisme worden in het internationaal recht gebruikt om de verhouding tussen internationaal en nationaal recht weer te geven.

## Monisme
In een monistische opvatting vormen het internationale recht en het nationale recht één rechtssysteem. Uitgaande van de opvatting dat het internationale recht van hogere orde is dan het nationale recht betekent dat dat het internationale zonder verdere omzetting direct kan worden toegepast in het nationale recht. Het internationale recht heeft interne werking. Voor iedere nationale rechter kan men zich op dat internationale recht beroepen. Een strikt monistische opvatting impliceert bovendien dat nationale rechtsnormen die in strijd zijn met geldend internationaal recht volgens het derogatieprincipe Lex superior derogat legi inferiori buiten toepassing moeten blijven. Voorbeelden van door het monisme beheerste stelsels zijn Nederland, Frankrijk en België.

## Dualisme
In de dualistische opvatting vormen het internationale recht en het nationale recht afzonderlijke rechtssferen. Weliswaar is de staat voor het volkenrecht gebonden aan het internationale recht, maar zonder omzetting naar het nationale recht hebben internationale bepalingen op nationaal niveau geen betekenis. Internationale verdragen moeten, om directe werking te hebben, worden omgezet in nationale wetgeving die dan uiteraard van gelijke rangorde is als overige wetgeving in formele zin. De ratificatieprocedure van een verdrag in het parlement gaat dan altijd vergezeld van de goedkeuring van een wet in formele zin die de implementatie van het verdrag behelst. Dit betekent dat latere nationale wetgeving (soms geheel onbedoeld) strijdig kan zijn met eerder gesloten verdragen en hierdoor deze opzij kan zetten. Dit heet treaty override. Dualistische staten hebben hier vaak procedures voor, bijvoorbeeld direct in onderhandeling treden met de verdragspartner bij treaty override, of een vangnetbepaling. Dit kan echter vervelend zijn voor subjecten die door treaty override in hun rechten worden beperkt, bijvoorbeeld wanneer treaty override een belastingverdrag deels buiten werking stelt en subjecten dubbel worden belast. Een voorbeeld van een dualistische staat is de Verenigde Staten, waar de Amerikaanse grondwet de hoogste rechtsbron vormt. Ook Italië heeft een dualistisch systeem.

## Gemengde opvatting
Monisme en dualisme zijn conceptuele termen om opvattingen en feitelijke verhoudingen tussen internationaal en nationaal recht weer te geven. In de praktijk zal men dikwijls een mengvorm van beide aantreffen.
In Nederland is sprake van een gematigd monistisch opvatting. De basis van het monistische stelsel in Nederland ligt in het ongeschreven constitutionele recht, zoals vastgelegd in het arrest Grenstractaat Aken (HR 3 maart 1919). In de Nederlandse Grondwet zijn echter beperkingen op dit stelsel te vinden, zoals de artikelen 93 en 94 die bepalen dat eenieder verbindende bepalingen uit internationale verdragen, die op grond van een strikt monistisch stelsel automatisch zouden doorwerken, pas doorwerken nadat ze zijn bekendgemaakt en dat niet, zoals in een strikt monistisch stelsel, alle internationale verdragsbepalingen voorrang hebben op nationaal recht, maar slechts die bepalingen die eenieder verbindend zijn. Hieruit wordt duidelijk dat de Nederlandse rechtsorde slechts een gematigd monistisch karakter heeft.
In sommige andere landen is de opvatting duidelijk meer dualistisch. Zo hebben in Duitsland bepalingen uit internationale wetgeving in beginsel geen directe werking. Zij moeten eerst naar nationaal niveau vertaald worden.

## Europees recht
In het algemeen hangt de doorwerking van internationale wetgeving af van de manier waarop de nationale rechtsorde geregeld is. Het recht van de Europese Unie vormt hierop een uitzondering. Het Hof van Justitie van de Europese Gemeenschappen heeft in twee belangrijke arresten (Van Gend en Loos, Costa/ENEL) de rechtstreekse werking en de voorrang van Europees recht over nationaal recht bevestigd. Ook in landen met een dualistische systeem heeft het Europees recht toch directe en prevalerende werking. Hier geeft de monistische benadering van het Hof van Justitie van de Europese Gemeenschappen dus de doorslag.
Overigens gelden deze bepalingen niet automatisch voor ieder voorschrift dat uit Europa komt, maar met name voor voorschriften waar door Europese organen (waaronder het Hof) een dergelijke werking aan wordt toegeschreven. Zo hebben Europese verordeningen rechtstreekse werking op alle Europese burgers, terwijl Europese richtlijnen alleen staten verbinden bepaalde zaken te regelen, en burgers hier in beginsel geen directe werking aan kunnen ontlenen.